# Aare
Glej tudi razločitveno stran AAR.
Aare (nemško: [ˈaːrə]) ali Aar (nemško: [aːr]) je pritok Visokega Rena in najdaljša reka, ki v celotini dolžini svojega toka, od izvira do izliva, teče izključno po ozemlju Švice.
Njegova celotna dolžina od izvira do sotočja z Renom obsega približno 295 kilometrov, v tej razdalji pa se spusti 1565 m in odmaka površino 17.779 km², skoraj v celoti znotraj Švice in predstavlja skoraj polovico površine države, vključno z vso osrednjo Švico.
Ob toku reke Aare je več kot 40 hidroelektrarn.
Ime reke izvira vsaj iz latenskega obdobja in je izpričano kot Nantaror 'dolina Aare' v je v bernski cinkovi tablici.
Ime je bilo latinizirano kot Arula / Arola / Araris.

## Potek
Aare izvira v velikih ledenikih Aargletscher (ledeniki Aare) v Bernskih Alpah, v kantonu Bern in zahodno od prelaza Grimsel. Finsteraargletscher in Lauteraargletscher se združita, da tvorita Unteraargletscher (ledenik Spodnji Aaar), ki je glavni vir vode za Grimselsee (jezero Grimsel). Oberaargletscher (zgornji ledenik Aaar) napaja Oberaarsee, ki se prav tako izliva v Grimselsee. Aare zapusti Grimselsee na vzhodu do Grimsel Hospiz, pod prelazom Grimsel, nato pa teče proti severozahodu skozi Haslital in na poti tvori 46 m visok čudovit slap Handegg, mimo Guttannena.
Takoj za Innertkirchnom se mu pridruži prvi večji pritok Gamderwasser. Manj kot 1 kilometer  kasneje reka teče po apnenčastem grebenu v soteski Aare (nemško: Aareschlucht). Tu se Aare izkaže več kot le reka, saj letno privabi na tisoče turistov po poti skozi sotesko. Malo mimo Meiringena, blizu Brienza, se reka razširi v Briensko jezero. V bližini zahodnega konca jezera posredno prejme svoj prvi pomembnejši pritok Lütschine. Nato teče čez močvirnato ravnino Bödeli med Interlaknom in Unterseejem, preden se izlije v jezero Thun. 
V bližini zahodnega konca jezera Thun reka posredno sprejema vode Kanderja, ki se mu je pravkar pridružilo Simme, ob jezeru Thun. Lake Thun je vodja plovbe. [5] Ko teče iz jezera, gre skozi Thun, nato pa teče skozi mesto Bern, mimo osemnajstih mostov in okoli strmo obrobljenega polotoka, na katerem se nahaja staro mesto Bern. Reka kmalu spremeni svoj severozahodni tok za pravo zahodno smer, a po prejemu Saane ali La Sarine zavije proti severu, dokler se ne približa Aarbergu. Tam je reka, ki je zaradi pogostih poplav podeželje severno od Berna v enem od glavnih švicarskih inženirskih podvigov 19. stoletja vodno korekcijo Jura preusmerila v močvirje, preusmerila v Lac de Bienne. Z zgornjega konca jezera, pri Nidauju, reka teče skozi kanal Nidau-Büren, imenovan tudi Aarejev kanal, [3] in nato teče proti vzhodu do Bürena. Jezero absorbira ogromne količine erodiranega proda in taljenja snega, ki jih reka prinaša iz Alp, nekdanja močvirja pa so postala plodne ravnice: znana so kot "zelenjavni vrt Švice".
Od tu Aare teče dolgo severovzhodno, mimo mesta Solothurn (pod katerim se z desne vliva Grosse Emme), Aarburga (kjer se mu pridruži še Wigger), Olten, Aarau, blizu katere je sotočje s Suhre in Wildegg, kjer na desni pade Seetal Aabach. Kmalu pod Bruggom prejme najprej Reuss, njegov glavni pritok, kmalu zatem še Limmat, drugi najmočnejši pritok. Zdaj zavije proti severu in kmalu postane pritok Rena, ki ga celo preseže po obsegu, ko se reki združita dolvodno od Koblenza (Švica), nasproti Waldshuta v Nemčiji. Ren pa se po prehodu na Nizozemsko izliva v Severno morje.

## Pritoki
- Limmat (po in severovzhodno od Brugga ter severozahodno od Badna)
  - Reppisch
  - Sihl
  - Jezero Zurich
- Reuss  (po in severovzhodno od Brugga ter severozahodno od Badna)
  - Lorze
  - Kleine Emme
  - Lake Lucerne
  - Schächen
  - Chärstelenbach
  - Göschener Reuss
- Aabach (priteče iz Seetal, v Wildegg)
  - Bünz
- Suhre (po in severno od Aaraua)
  - Wyna
- Aabach (od leve v Aarau)
- Stegbach
- Dünnern (v Olten)
- Wigger (desno pred Aarburgom)
- Murg (pred, zahodno iz Murgenthala)
  - Rot (Roggwil)
  - Langete (Langenthal)
- Emme (po, vzhodno od Solothurna)
- Jezero Bienne
  - Suze (v [[Biel/Bienne)
  - Zihlkanal
- Saane/Sarine|Saane/La Sarine]] (za Wohlensee)
  - Sense
- Gürbe (v Muri pri Bern)
- Zulg (zahodno od Steffisburga)
- Jezero Thun
  - Kander  (zahodno od Spieza)
- Jezero Brienz
  - Lütschine (na koncu jezera Brienz, tik ob izlivu)
- Gadmerwasser (takoj za tem, severozahodno od Innertkirchena)

## Zajezitve
- Jezero Grimsel,[6] 1908 m
- Jezero Brienz, 564 m[7]
- Jezero Thun, 558 m
- Jezero Wohlen,[8] 481 m
- Niederriedsee,461 m
- Jezero Biel, 429 m
- Klingnauer Stausee, 318 m

## Uporaba in kulturna zgodovina
V srednjem veku je bila reka Aare pomembna mejna reka: ločila je plemenski vojvodini Burgundijo in Alemannijo, bila je mejni del karolinških divizij in je nekaj časa ločevala tudi Hochburgund od rimsko-nemško cesarstvo. Z ustanovitvijo mesta Bern konec 12. do 13. stoletja se je značaj Aare spremenil, saj so bili najpozneje do sredine 13. stoletja mostovi čez reko in koherentna ozemlja, razvita na obeh straneh reke.
Kratke obmejne odseke, ki danes na različnih mestih odstopajo od struge Aare, je mogoče izslediti do prejšnjih naravnih meandrov, ki so takrat še postavili mejo in ki so zdaj že suhi.
Aare je bil dolgo časa pomemben za gozdarsko industrijo. Les iz Emmentala so prevažali do Rena in njegovega ustja v Severnem morju. Kot opomin na to tradicijo je kulturna in zgodovinska Flösserweg med Stillijem in Laufenburgom.
Pot Aare od Nidauja do Solothurna je plovna, prav tako jezero Biel. Kot je razvidno iz kamnitega napisa rimskih mornarjev v Avenchsu, se je Aare uporabljal za ladijski promet že od antičnih časov. Medkrajevni promet po reki se je ustavil šele konec 19. stoletja po izgradnji železniških prog in prvih rečnih elektrarn.
Voda iz reke Aare se uporablja za proizvodnjo električne energije v številnih hidroelektrarnah. Skupina elektrarn Kraftwerke Oberhasli (KWO) se nahaja v izviru Grimsela. S svojimi akumulacijskimi elektrarnami in črpalnimi elektrarnami predela vodo iz rezervoarjev Oberaar, Grimsel, Räterichsboden in Gelmer v največjo energijo, ki ima pomembno vlogo pri nadzoru omrežja. Kratkoročno je mogoče priklicati moč 1,3 GW, kar približno ustreza moči jedrske elektrarne Leibstadt.
Od reke Interlaken do izliva se voda Aare uporablja za obratovanje več nizkotlačnih elektrarn.
Švicarske jedrske elektrarne Mühleberg, Gösgen in Beznau, katerih hladilni sistemi uporabljajo vodo iz Aare, se nahajajo ob toku reke.
Številni mostovi prečkajo Aare. Samo v mestu Bern jih je 18.
Številni odseki Aare so zelo pomembni za športne dejavnosti. Rečna pokrajina vzdolž Aare je pomembno lokalno rekreacijsko območje in ima dobro označene pohodniške in kolesarske poti. Združenje AareLand podpira različne projekte za usklajevanje prostočasnih dejavnosti in spodbujanje trajnostnega razvoja v regiji.